# Vorona, Colomeea
Vorona (în ucraineană Ворона) este o comună în raionul Colomeea, regiunea Ivano-Frankivsk, Ucraina, formată numai din satul de reședință.

## Demografie
Componența lingvistică a comunei Vorona
     Ucraineană (99,78%)
     Alte limbi (0,21%)
Conform recensământului din 2001, majoritatea populației comunei Vorona era vorbitoare de ucraineană (99,78%), existând în minoritate și vorbitori de alte limbi.